# María de Francia, Duquesa de Bar
María de Francia o María de Valois (Saint-Germain-en-Laye, 18 de septiembre de 1344-15 de octubre de 1404) fue una princesa francesa, la sexta hija de Juan II de Francia y su esposa, Bona de Luxemburgo.

## Matrimonio e hijos
En 1364, María contrajo matrimonio con Roberto I, duque de Bar. María tuvo una extensa biblioteca y coleccionó obras sobre una gran variedad de temas. Leía sobre romance y poesía, pero también sobre historia y teología. Jean d'Arras le dedicó su Roman de Mélusine a María. Murió el 15 de octubre de 1404, a los 60 años.
María y Roberto tuvieron once hijos:
- Carlos (fallecido en 1392).
- Violante (1365-Barcelona, 3 de julio de 1431), desposó al rey Juan I de Aragón en 1384.
- Enrique (1367-Treviso, octubre de 1397), desposó a María de Coucy, condesa de Soissons. Falleció de la peste.
- María (nacida en marzo de 1374), desposó al marqués Guillermo II de Namur, en 1384.
- Felipe (fallecido el 25 de septiembre de 1396), asesinado en la batalla de Nicópolis.
- Eduardo III (junio de 1377-25 de octubre de 1415), asesinado en la batalla de Azincourt.
- Juan (1380-25 de octubre de 1415), asesinado en la batalla de Azincourt.
- Luis I (fallecido el 23 de junio de 1431), obispo de Verdún y obispo de Chalon, más tarde se convirtió en cardenal. No tuvo hijos y su heredero designado y eventual sucesor fue Renato I de Nápoles.
- Bona, desposó a Walderan III de Luxemburgo, conde de Ligny, en 1393.
- Juana (fallecida 15 de enero de 1402), desposó al marqués Teodoro II de Montferrato en 1393.
- Violante "la Menor" (fallecida el 10 de enero de 1421), llamada igual que su hermana mayor por razones inciertas. Desposó a Adolfo de Jülich-Berg.